# Вадим Масон
Вадим Михайлович Масон (на руски: Вадим Михайлович Массон) е руски и съветски археолог, откривател и изследовател на древните култури в Централна Азия, академик, доктор на историческите науки.

## Биография
Роден е през 1929 г. в Ташкент, столицата на Узбекистан. На 19 години завършва Средноазиатския държавен университет в Катедрата по средноазиатска археология, ръководена от баща му академик Михаил Масон.
Много учени считат Вадим Масон за един от най-значителните руски археолози.
Член е Руската академия на естествените науки, Академията на науките на Туркменистан, Кралската академия на науките и литературата на Дания. Възглавявал е Института по история на материалната култура на Руската академия на науките.

## Творчество
Автор и съавтор е на 32 монографии и повече от 500 статии, публикувани в Русия, Англия, Германия, Япония, Италия и др. По-важни от тях:
- Первые цивилизации
- История Древнего Востока
- Древний Кыргызстан: процессы культурогенеза и культурное наследие
- Денежное хозяйство Средней Азии по нумизматическим данным
- Средняя Азия и Древний Восток
- Диалектика традиций и инноваций и исторический процесс в древней Бактрии. Душанбе.